# Graphe 4-chromatique de Heawood
Le graphe 4-chromatique de Heawood est, en théorie des graphes, un graphe possédant 25 sommets et 69 arêtes.

## Histoire
En 1879, Alfred Kempe publie une preuve du théorème des quatre couleurs, une des grandes conjectures de la théorie des graphes. Bien que le théorème soit vrai, la démonstration de Kempe, basée sur les propriétés d'une chaine particulière, est erronée. Heawood le prouve en 1890 (avec son graphe 4-chromatique comme exemple) et Vallée Poussin arrive au même résultat en 1896 (avec le graphe de Poussin comme exemple). 
Bien que la preuve de Kempe soit fausse, les chaines de Kempe restent utiles en théorie des graphes et les exemples la contredisant intéressent toujours les mathématiciens. Par la suite d'autres graphes contre-exemples furent donc exhibés :  d'abord le graphe d'Errera en 1921,, puis le graphe de Kittell en 1935, avec 23 sommets, enfin deux contre-exemples minimaux (le graphe de Soifer en 1997 et le graphe de Fritsch en 1998, tous deux d'ordre 9),,.

## Propriétés

### Propriétés générales
Le diamètre du graphe 4-chromatique de Heawood, l'excentricité maximale de ses sommets, est 5, son rayon, l'excentricité minimale de ses sommets, est 3 et sa maille, la longueur de son plus court cycle, est 3. Il s'agit d'un graphe 4-sommet-connexe et d'un graphe 5-arête-connexe, c'est-à-dire qu'il est connexe et que pour le rendre déconnecté il faut le priver au minimum de 4 sommets ou de 5 arêtes.

### Coloration
Le nombre chromatique du graphe 4-chromatique de Heawood est 4. C'est-à-dire qu'il est possible de le colorer avec 4 couleurs de telle façon que deux sommets reliés par une arête soient toujours de couleurs différentes. Ce nombre est minimal.

### Propriétés algébriques
Le groupe d'automorphismes du graphe 4-chromatique de Heawood ne contienne que l'élément neutre. Il est donc d'ordre 1. Cela fait du graphe 4-chromatique de Heawood un graphe asymétrique. 